# Ľuboš Bartečko
Ľuboš Bartečko (Csehszlovákia, Késmárk, 1976. július 14. –) volt profi bal szélső világbajnok jégkorongozó. Karrierjét a HK Popradban kezdte, az NHL-ben a St. Louis Blues és az Atlanta Thrashers játékosa volt. 2014-ben visszatért Szlovákiába, ahol két szezont játszott a Poprádban, majd bejelentette visszavonulását. Jelenleg a McKendree University Bearcats csapat segédedzője.

## Karrier
A Szlovák Extraliga első szezonjában debütált, tizenhét évesen. Két szezon alatt mindössze öt mérkőzésen játszott a HK Poprad csapatánál. Az 1995–96-os szezon előtt Amerikába ment, ahol előbb a Chicoutimi Saguenéens, majd a Drummondville Voltigeurs junior csapatoknál játszott. Az 1997–1998-as AHL-szezonban a Worcester IceCats játékosa, a következő évben pedig a St. Louis Blues színeiben mutatkozott be az NHL-ben. A csapat kezdőcsapatában stabil helyet kapott, a szintén szlovák Michal Handzušsal és Pavol Demitrával közösen alkották a Slovak Line támadóformációt. Legeredményesebb az 1999–2000-es szezonban volt, 67 mérkőzésen 16 gólt és 39 pontot szerzett. 2001-ben átigazolt az Atlanta Thrashers-höz, ahol két évig maradt, de nem tudta megismételni korábbi sikereit.
2003-tól Európában játszott, először a Cseh Extraligában töltött egy évet a HC Sparta Prahánál, majd a HK Gyinamo Moszkvához igazolt. Egyetlen itt töltött szezonjában megnyerte az Orosz Szuperligát, ő volt a második szlovák, aki orosz bajnoki címet szerzett (Martin Štrbák után). A 2005–2006-os szezont Svédországban kezdte meg, a Luleå HF csapatánál. Kihasználva az ottani törvényeket, melyek szerint adókedvezményt élvezett, ha hat hónapnál kevesebbet játszott egy évben, első két szezonjának egy részét Poprádon, a következő két évben pedig Kézsmárkon játszotta le. A 2006–2007-es Elitserien alapszakaszában 22 gólt és 27 gólpasszt adott, a rájátszásban azonban megsérült, és a szezonja véget ért. A következő évben a csapat épphogy elkerülte a kiesést, az ezt követő szezonban Bartečko 12 gólt és 21 gólpasszt adott.
A 2009–2010-es szezon előtt az SC Bernnel kötött szerződést, 2010 januárjában azonban Lee Goren kanadai jégkorongozóért elcserélték a Färjestaddal. A 2010–2011-es szezonban a Modo Hockey játékosa, majd hazatért, és két évett játszott a KHL-ben a Lev Poprad csapatnál. Első szezonjában 16 góljával és 14 gólpasszával ő volt a legeredményesebb játékosuk. A klub Prágába költözése után is náluk maradt, bár második szezonjában három hosszabb pihenőt kellett tartania sérülések miatt, ami után nem hosszabbították meg a szerződését. A 2013–2014-es szezont a Piráti Chomutovnál töltötte, majd Szlovákiába igazolt, a HK Popradhoz, ahonnan a 2015–2016-os szezont követően visszavonult.

## Nemzetközi karrier
Ľuboš Bartečko a szlovák válogatott tagjaként részt vett a 2000-es, 2002-es, 2004-es, 2005-ös, 2009-es és 2011-es jégkorong-világbajnokságokon, valamint a 2002-es, 2006-os és 2010-es olimpiai játékokon. A 2008-as világbajnokságon való szereplést visszautasította, fizikai és lelki fáradtságra hivatkozva. Összesen 107 mérkőzésen képviselte hazáját, ezeken 22 gólt lőtt. A válogatottban a 23-as számú mezt viselte.
A 2000-es szentpétervári világbajnokságon az első számú támadó formáció tagja volt, Miroslav Šatannal és Michal Handzušsal. A világbajnokságon a válogatott Szlovákia első érmét szerezte, Bartečko a torna alatt két gólt és három gólpasszt adott. Két évvel később tagja volt az aranyérmes keretnek, a sikerhez két góllal és ugyanennyi gólpasszal segítette hozzá a válogatottat.
A 2005-ös világbajnokságot a harmadik támadósor tagjaként kezdte, Šatannal és Handzušsal, a csoportkör után azonban már a negyedik formációban játszott. Az utolsó két mérkőzésen újra a harmadik támadósorba került, Richard Zedníkkel és Handzušsal (a sérült Vladimír Országh helyét vette át). A bajnokság alatt egy pontot szerzett, a kanadaiak ellen játszott vesztes negyeddöntőben adott gólpasszáért.
A 2006-os olimpián egy pontot sem szerzett, holott a szlovák válogatott mind a hat meccsén játszott. A 2009-es svájci világbajnokságnak csapatkapitányként vágott neki. Az első mérkőzésen, amelyet a magyar válogatott ellen játszottak, két gólt adott, köztük a győzteset, 13 másodperccel a mérkőzés vége előtt. Ezt a gólt addigi karrierje legfontosabb találatának nevezte.
A 2010-es olimpiai játékokon Zedníkkel és Handzušsal alkottak egy támadósort. A norvég válogatott elleni mérkőzésen, amelyen a negyeddöntőbe jutás volt a tét, súlyos sérülést szenvedett Ole Kristian Tollefsen szabálytalansága után. Leesett a sisakja, ő pedig a fejével ért a jégre. Eszméletét vesztette és erősen vérzett, agyrázkódással ápolták a helyi kórházban. Tollefsent később három meccsre eltiltották. Ebben az évben a válogatott Szlovákia történelmének legjobb eredményét érte el, 4. helyezettek lettek.

## Karrier statisztika
| 1993–1994           | HK ŠKP Poprad            | SVK                 | 2   | 0  | 1  | 1   | 0   | —  | — | —  | —  | —  |
| 1994–1995           | HK ŠKP Poprad            | SVK                 | 3   | 1  | 0  | 1   | 0   | —  | — | —  | —  | —  |
| 1995–1996           | Chicoutimi Saguenéens    | QMJHL               | 70  | 32 | 41 | 73  | 50  | 17 | 3 | 11 | 14 | 24 |
| 1996–1997           | Drummondville Voltigeurs | QMJHL               | 58  | 40 | 51 | 91  | 47  | 8  | 1 | 8  | 9  | 4  |
| 1997–1998           | Worcester IceCats        | AHL                 | 34  | 10 | 12 | 22  | 24  | 10 | 4 | 2  | 6  | 2  |
| 1998–1999           | HK ŠKP Poprad            | SVK                 | 1   | 1  | 0  | 1   | 0   | —  | — | —  | —  | —  |
| 1998–1999           | St. Louis Blues          | NHL                 | 32  | 5  | 11 | 16  | 6   | 5  | 0 | 0  | 0  | 2  |
| 1998–1999           | Worcester IceCats        | AHL                 | 49  | 14 | 24 | 38  | 22  | —  | — | —  | —  | —  |
| 1999–2000           | St. Louis Blues          | NHL                 | 67  | 16 | 23 | 39  | 51  | 7  | 1 | 1  | 2  | 0  |
| 1999–2000           | Worcester IceCats        | AHL                 | 12  | 4  | 7  | 11  | 4   | —  | — | —  | —  | —  |
| 2000–2001           | St. Louis Blues          | NHL                 | 50  | 5  | 8  | 13  | 12  | —  | — | —  | —  | —  |
| 2001–2002           | Atlanta Thrashers        | NHL                 | 71  | 13 | 14 | 27  | 30  | —  | — | —  | —  | —  |
| 2002–2003           | Atlanta Thrashers        | NHL                 | 37  | 7  | 9  | 16  | 8   | —  | — | —  | —  | —  |
| 2003–2004           | HC Sparta Praha          | CZE                 | 25  | 12 | 8  | 20  | 45  | 13 | 2 | 4  | 6  | 26 |
| 2004–2005           | HC Gyinamo Moszkva       | RUS                 | 40  | 6  | 10 | 16  | 28  | 7  | 0 | 1  | 1  | 2  |
| 2005–2006           | HK ŠKP Poprad            | SVK                 | 7   | 4  | 1  | 5   | 36  | —  | — | —  | —  | —  |
| 2005–2006           | Luleå HF                 | SEL                 | 50  | 14 | 26 | 40  | 32  | 6  | 3 | 3  | 6  | 35 |
| 2006–2007           | HK ŠKP Poprad            | SVK                 | 14  | 3  | 4  | 7   | 10  | —  | — | —  | —  | —  |
| 2006–2007           | Luleå HF                 | SEL                 | 44  | 22 | 27 | 49  | 46  | 2  | 0 | 0  | 0  | 0  |
| 2007–2008           | MHK Kežmarok             | SVK                 | 7   | 5  | 4  | 9   | 2   | —  | — | —  | —  | —  |
| 2007–2008           | Luleå HF                 | SEL                 | 48  | 16 | 21 | 37  | 79  | —  | — | —  | —  | —  |
| 2008–2009           | MHK Kežmarok             | SVK                 | 13  | 5  | 5  | 10  | 29  | —  | — | —  | —  | —  |
| 2008–2009           | Luleå HF                 | SEL                 | 44  | 12 | 11 | 23  | 22  | 5  | 0 | 0  | 0  | 16 |
| 2009–2010           | SC Bern                  | NLA                 | 28  | 8  | 11 | 19  | 32  | —  | — | —  | —  | —  |
| 2009–2010           | Färjestad BK             | SEL                 | 11  | 7  | 5  | 12  | 2   | 7  | 1 | 3  | 4  | 2  |
| 2010–2011           | HK ŠKP Poprad            | SVK                 | 13  | 6  | 7  | 13  | 24  | —  | — | —  | —  | —  |
| 2010–2011           | Modo                     | SEL                 | 25  | 7  | 10 | 17  | 8   | —  | — | —  | —  | —  |
| 2011–2012           | Lev Poprad               | KHL                 | 53  | 16 | 14 | 30  | 30  | —  | — | —  | —  | —  |
| 2012–2013           | Lev Praha                | KHL                 | 32  | 6  | 5  | 11  | 8   | —  | — | —  | —  | —  |
| 2013–2014           | Piráti Chomutov          | CZE                 | 45  | 8  | 10 | 18  | 32  | —  | — | —  | —  | —  |
| 2014–2015           | HK Poprad                | SVK                 | 38  | 12 | 21 | 33  | 53  | 10 | 1 | 3  | 4  | 16 |
| 2015–2016           | HK Poprad                | SVK                 | 46  | 8  | 18 | 26  | 4   | —  | — | —  | —  | —  |
| NHL összesített     | NHL összesített          | NHL összesített     | 257 | 46 | 65 | 111 | 107 | 12 | 1 | 1  | 2  | 2  |
| KHL összesített     | KHL összesített          | KHL összesített     | 85  | 22 | 19 | 41  | 38  | —  | — | —  | —  | —  |
| Szlovák összesített | Szlovák összesített      | Szlovák összesített | 144 | 45 | 61 | 106 | 158 | 10 | 1 | 3  | 4  | 16 |

## Nemzetközi karrier statisztika
| Év                  | Csapat              | Esemény             | Eredmény            | MSz | G  | A  | P  | B  |
| ------------------- | ------------------- | ------------------- | ------------------- | --- | -- | -- | -- | -- |
| 2000                | Szlovákia           | VB                  | Ezüst               | 7   | 2  | 3  | 5  | 14 |
| 2002                | Szlovákia           | Oli                 | 13                  | 4   | 0  | 1  | 1  | 0  |
| 2002                | Szlovákia           | VB                  | Arany               | 9   | 2  | 2  | 4  | 2  |
| 2004                | Szlovákia           | VB                  | 4                   | 9   | 2  | 2  | 4  | 6  |
| 2004                | Szlovákia           | JVK                 | 7                   | 4   | 0  | 1  | 1  | 2  |
| 2005                | Szlovákia           | VB                  | 5                   | 7   | 0  | 1  | 1  | 4  |
| 2006                | Szlovákia           | Oli                 | 5                   | 6   | 0  | 0  | 0  | 6  |
| 2009                | Szlovákia           | VB                  | 10                  | 6   | 3  | 0  | 3  | 6  |
| 2010                | Szlovákia           | Oli                 | 4                   | 7   | 0  | 1  | 1  | 0  |
| 2011                | Szlovákia           | VB                  | 10                  | 4   | 1  | 1  | 2  | 8  |
| Felnőtt összesített | Felnőtt összesített | Felnőtt összesített | Felnőtt összesített | 63  | 10 | 12 | 22 | 48 |